# Jason Marsden
Jason Christopher Marsden, född 3 januari 1975 i Providence, Rhode Island, är en amerikansk skådespelare och röstskådespelare. Han är mest känd för att ha spelat rollen som Rich Halke i Lugn i stormen och Dash X i Spökstan (orig. Eerie, Indiana), samt för att ha gjort rösten åt Disney-figuren Max Långben.

## Filmografi
| År        | Titel                                                     | Roll(er) | Noter                                                                                 |
| --------- | --------------------------------------------------------- | --- | ------------------------------------------------------------------------------------- |
| 1986–1988 | General Hospital                                          | Alan "A.J." Quartermaine, Jr. #3 |                                                                                       |
| 1988–1991 | The Munsters Today                                        | Edward Wolfgang "Eddie" Munster |                                                                                       |
| 1988–1990 | Bumbibjörnarna                                            | Cavin #4 (röst) | (Säsong 4 till starten av säsong 6)                                                   |
| 1990      | Peter Pan och piraterna                                   | Peter Pan | röst Nominerad - Young Artist Award för Outstanding Voice-Over in an Animation Series |
| 1990      | Cartoon All-Stars to the Rescue                           | Michael |                                                                                       |
| 1990      | Robot Jox                                                 | Tommy |                                                                                       |
| 1990      | Almost an Angel                                           | Pojke #2 |                                                                                       |
| 1992      | Eerie, Indiana                                            | Dash X |                                                                                       |
| 1992      | Mr. Saturday Night                                        | Buddy, 15 år |                                                                                       |
| 1993      | Almost Home                                               | Gregory Morgan |                                                                                       |
| 1993      | The Schnookums and Meat Funny Cartoon Show                | Shcnookums | röst                                                                                  |
| 1993      | Hocus Pocus                                               | Thackery Binx | röst                                                                                  |
| 1993      | Mighty Max                                                | Younger Norman | röst                                                                                  |
| 1993      | The Adventures of Brisco County Jr.                       | Jason Barkley | gästrol                                                                               |
| 1994      | Tom                                                       | Mike Graham |                                                                                       |
| 1994–1995 | Full House                                                | Nelson Burkhard |                                                                                       |
| 1994–1995 | Boy Meets World                                           | Himself | fictional character                                                                   |
| 1995      | Masken                                                    | Skillit |                                                                                       |
| 1995–1998 | Lugn i stormen                                            | Rich Halke |                                                                                       |
| 1995      | Family Reunion: A Relative Nightmare                      | Billy Dooley |                                                                                       |
| 1995      | Janne Långben - The Movie                                 | Max Goof | röst                                                                                  |
| 1996      | Den vita stormenl                                         | Shay Jennings, First Albatross Mate | röst                                                                                  |
| 1996      | Superman: The Animated Series                             | Teenage Clark Kent (röst) | röst                                                                                  |
| 1996–1997 | Jungle Cubs                                               | Shere Khan the Tiger/Prince Johar The Young Elephant Louie the Ape #1                                                                     | röst                                                                                  |
| 1997      | Extreme Ghostbusters                                      | Garrett Miller | röst                                                                                  |
| 1997      | Trojan War                                                | Josh | röst                                                                                  |
| 1998      | Lejonkungen II - Simbas skatt                             | Kovu som vuxen | röst                                                                                  |
| 1998      | Fallout 2                                                 | Myron | röst                                                                                  |
| 1999      | Xyber 9: New Dawn                                         | Jack |                                                                                       |
| 1999      | Tarzan                                                    | Mungo the Gorilla | röst                                                                                  |
| 2000      | En extremt långbent film                                  | Max Goof | röst                                                                                  |
| 2000–2004 | The Weekenders                                            | Tino Tonitini | röst                                                                                  |
| 2000–2004 | Static Shock                                              | Richie Foley/Gear | röst                                                                                  |
| 2001      | Spirited Away                                             | Haku | röst (Engelsk version)                                                                |
| 2001      | How to Make a Monster                                     | Bug |                                                                                       |
| 2001–2002 | Disney's House of Mouse                                   | Max Goof | röst                                                                                  |
| 2001–2002 | Invader Zim                                               | Torque Smakey, Återkommande röster |                                                                                       |
| 2001–2003 | Legenden om Tarzan                                        | Mungo |                                                                                       |
| 2001–2004 | Justice League                                            | Snapper Carr | röst återkommande                                                                     |
| 2002      | Will & Grace                                              | Kim | ep: It's The Gay Pumpkin, Charlie Brown                                               |
| 2002      | The Boy Who Cried Alien                                   | Rektor |                                                                                       |
| 2002      | Even Stevens                                              | Norman Squirelli |                                                                                       |
| 2002–2005 | ¡Mucha Lucha!                                             | Prima Donna Hodges (talröst), Olika röster                                                                                                |                                                                                       |
| 2002–2007 | Kim Possible                                              | Felix Renton |                                                                                       |
| 2003      | Return to the Batcave: The Misadventures of Adam and Burt | Unge Burt Ward/Robin |                                                                                       |
| 2003      | Jedi Knight: Jedi Academy                                 | Rosh Penin | röst                                                                                  |
| 2003      | Star Wars: Knights of the Old Republic                    | Dustil Onasi, Brejik | röst                                                                                  |
| 2003      | Lilo & Stitch: The Series                                 | Waiter, Baby Jumba Jookiba | gäströster                                                                            |
| 2003      | The Fairly OddParents                                     | Chester McBadbat #2/Imaginary Gary | röst                                                                                  |
| 2003      | Totally Spies!                                            | Ian | gäströst                                                                              |
| 2004      | Tales of a Fly on the Wall                                | Kip |                                                                                       |
| 2004      | Felix the Cat Saves Christmas                             | | röst                                                                                  |
| 2004      | Musses jul i Ankeborg                                     | Max Goof | röst                                                                                  |
| 2004      | The Batman                                                | Firefly | röst                                                                                  |
| 2004–2006 | Xiaolin Showdown                                          | Chase Young | röst                                                                                  |
| 2004–2006 | A.T.O.M.                                                  | Master Guan | röst                                                                                  |
| 2004–2006 | W.I.T.C.H.                                                | Matt Olsen/Shagon | röst återkommande röst                                                                |
| 2005-2007 | Loonatics Unleashed                                       | Danger Duck | röst                                                                                  |
| 2005      | Nice Guys                                                 | Wendell |                                                                                       |
| 2005      | Codename: Kids Next Door                                  | Windsor, Jerry Rassic, andra röster | röst                                                                                  |
| 2005      | Fun with Dick and Jane                                    | Anställd i butik |                                                                                       |
| 2006      | Teen Titans                                               | Red Star, Billy Numerous | röst                                                                                  |
| 2007      | Garfield Gets Real                                        | Nermal | röst                                                                                  |
| 2007      | Afro Samurai                                              | Sasuke | röst (Avsnitt 2)                                                                      |
| 2007      | Power Rangers: Super Legends                              | Flareon (Lost Galaxy) | Datorspel (röst)                                                                      |
| 2007      | El Tigre: The Adventures of Manny Rivera                  | Camila Flores/Red Vaquero, Kali J.Wolf/La Gris Loba, Carlos Suarez                                                                        | röst                                                                                  |
| 2008      | Dragonlance: Dragons of Autumn Twilight                   | Tasslehoff Burrfoot | röst                                                                                  |
| 2008      | The Garfield Show                                         | Nermal, Vito, Liz's Father, Pete the Dog Cather, Hercules the Dog, The Mad Scientist                                                      | röst                                                                                  |
| 2008      | Batman: Gotham Knight                                     | Cop/Doctor/Youth 2/Thomas Wayne/Doctor | röst direkt till video                                                                |
| 2008      | Garfield's Fun Fest                                       | Nermal/Ramon | röst                                                                                  |
| 2009      | Locker 13                                                 | Edgar | skådespelare/regissör                                                                 |
| 2009      | Batman: The Brave and the Bold                            | Speedy, Paco, Robin (Scooby-Doo) | röst                                                                                  |
| 2009      | Garfield's Pet Force                                      | Nermal/Abnermal | röst                                                                                  |
| 2010      | Resonance of Fate                                         | Pater | röst                                                                                  |
| 2010      | Generator Rex                                             | Sqwydd | röst                                                                                  |
| 2010      | Fallout: New Vegas                                        | Craig Boone | röst                                                                                  |
| 2010      | G.I. Joe: Renegades                                       | Duke | röst                                                                                  |
| 2010      | The Super Hero Squad Show                                 | Nova | röst                                                                                  |
| 2010      | MAD                                                       | Ty Pennington, Freddie Benson, Edward Cullen, Zeke, Jacob Black, Hiccup Horrendous Haddock III, Joe Lamb, Phil Coulson, Kid Flash, Lolcat | röst                                                                                  |
| 2011      | The Elder Scrolls V: Skyrim                               | Sven, Gwilin, Eltrys, Onmund, Erik, andra röster                                                                                          | röst                                                                                  |
| 2011      | Jurassic Park: The Game                                   | Billy Yoder | röst                                                                                  |
| 2011      | Ben 10: Ultimate Alien                                    | Young Max | röst                                                                                  |
| 2011      | Transformers: Rescue Bots                                 | Kade Burns | röst                                                                                  |
| 2012      | Final Fantasy XIII-2                                      | Noel Kreiss | röst                                                                                  |
| 2012      | Kick Buttowski: Suburban Daredevil                        | Olika karaktärer | röst                                                                                  |
| 2012      | Blue Like Jazz                                            | Kenny | skådespelare                                                                          |
| 2012      | Young Justice: Invasion                                   | Bart Allen/Impulse, Atom | röst                                                                                  |
| 2012      | Kaijudo: Rise of the Duel Masters                         | Joseph "Fingers" | röst                                                                                  |
| 2013      | Lightning Returns: Final Fantasy XIII                     | Noel Kreiss | röst                                                                                  |
| 2013      | Doc McStuffins                                            | Teddy B. | röst                                                                                  |